# Feodor Cernozubov
Feodor Grigorievici Cernozubov (n. 14 septembrie 1863 — d. 14 noiembrie 1919) a fost un general-locotenent din Imperiul Rus, care a luptat în Primul Război Mondial.